# JR東日本情報システム
株式会社JR東日本情報システム（ジェイアールひがしにほんじょうほうシステム）は、東京都新宿区に本社を置くシステムインテグレータである。略称はJEIS（ジェイス）。

## 概要
1989年、東日本旅客鉄道から情報システム部門を分離・独立させる形で設立される。以来、JR東日本管内の鉄道輸送システム・新幹線システム、Suicaに関するシステム、JR東日本グループ内のシステムの開発・運用を中心に行っている。都内にいくつかの開発拠点を持つほか、仙台や秋田など、JR東日本管内にいくつかの支店がある。

## 沿革
- 1989年
  - 11月24日 - 株式会社ジェイアール東日本情報システム設立（東日本旅客鉄道から分離・独立）[1][3]。
  - 12月1日 - 営業開始。
- 2015年4月1日 - 株式会社JR東日本情報システムに社名変更[3]。
- 2016年7月4日 - 本社機能を現在地（新宿区大久保）に統合移転[3]。

## 本社・事業所等
- 本社
  - 所在地：東京都新宿区大久保三丁目8番2号 新宿ガーデンタワー7階
- JEIS•ICT研修センター（目白）
- 東京支店
- 仙台支店
- 高崎支店
- 水戸支店
- 千葉支店
- 新潟支店
- 長野支店
- 盛岡支店
- 秋田支店
- 横浜支店
- 八王子支店
- 大宮支店
- システムセンター（板橋）

## 主な提供システム
- 運転情報、設備管理等、在来線運行に関わるシステム
- 新幹線電力系統制御等、新幹線運行に関わるシステム（JR東日本管内の新幹線、九州新幹線）

JEIS旧ロゴ

- Suicaポイント・ID管理、モバイルSuicaなどのSuicaに関するシステム - PASMO、ICOCA、Kitaca（TOICAは予定）など、JR東日本以外が発行するICカード乗車券のシステムの開発・運用を行っている。